# Kenneth Bancroft Clark
Kenneth Bancroft Clark (ur. 14 lipca 1914, zm. 1 maja 2005) – amerykański psycholog, działacz na rzecz zniesienia segregacji rasowej w Stanach Zjednoczonych. Mąż i współpracownik Mamie Phipps.

## Młodość
Clark przybył do Stanów Zjednoczonych wraz z matką i rodzeństwem jako dziecko. Jego rodzice pochodzili z Karaibów. Dorastał w nowojorskim Harlemie. Studiował na Uniwersytecie Howarda w Waszyngtonie, gdzie poznał Mamie Phipps, z którą się ożenił oraz z którą wspólnie prowadził badania psychologiczne. Oboje uzyskali doktoraty z psychologii na Columbia University w Nowym Jorku.

## Badania nad segregacją rasową w szkołach
W latach 40. Clark wraz z małżonką założyli Northside Center for Child Development. Wspólnie też prowadzili badania nad wpływem segregacji rasowej w szkołach na postępy edukacyjne czarnoskórych dzieci. Z badań wynikało, że wpływ ten był negatywny. W jednym z takich badań, dzieciom pokazywano dwie lalki: białą i brązową, po czym proszono je, aby podały badaczowi tę „ładną lalkę”. Na prośbę tę większość czarnoskórych dzieci podawała lalkę białą, co według niego świadczyć miało o tym, że dzieci uwewnętrzniły społeczną preferencję osób białych.
W latach 50. Clark rozpoczął pracę w amerykańskiej organizacji walczącej o równouprawnienie kolorowych NAACP w celu wyeliminowania segregacji rasowej ze szkół w USA. Badania Clarków były cytowane przez Sąd Najwyższy w głośnym wyroku z 1954 roku, który obalił doktrynę separate but equal (pol. „oddzielni, ale równi”).

## Dalsze badania Clarka
Clark w późniejszych latach prowadził badania nad przestępczością nieletnich oraz jakością amerykańskiego szkolnictwa. Był jednym z pierwszych badaczy, którzy zalecali programy pozalekcyjnej opieki nad dziećmi, uczestnictwo w życiu społeczności oraz wprowadzenie klas zerowych.